# Готшалк I фон Пирмонт
Готшалк I фон Пирмонт (на немски: Gottschalk I von Pyrmont; † 1243/1244, сл. 1247) от рода на графовете на Шваленберг, е граф на Графство Пирмонт (ок. 1171 – 1245).

## Произход
Той е вторият син на Витекинд II фон Шваленберг (IV) († ок. 1189), от 1184 г. граф на Пирмонт, шериф на Падерборн. Внук е на граф Видекинд I фон Шваленберг в Мерстенгау († 1137), шериф на Падерборн и вице-шериф на Корвей, и Лутруд фон Итер. Правнук е на граф Херман I фон Шваленберг († ок. 1010). Брат е на граф Витекинд IV фон Шваленберг-Пирмонт († 1203) и на граф Фридрих фон Пирмонт-Колербек († сл. 1231).

## Фамилия
Готшалк I се жени за Кунигунда фон Лимер/фон Холте († сл. 1239), дъщеря на граф Конрад I фон Роде-Лимер († сл. 1200) и Кунигунда фон Хаген († сл. 1195). Те имат децата:
- Витекинд († сл. 1252), монах в Мариенмюнстер (1222 – 1252)
- Готшалк II († между 30 юли 1258 и 2 юни 1262), граф на Пирмонт, женен за Беатрикс фон Халермунд († сл. 1272), дъщеря на граф Лудолф II фон Халермунд († 1256)
- Херман I фон Пирмонт († сл. 13 януари/май 1265), граф на Пирмонт, женен за Хадевигис († сл. 20 юни 1262)
- Кунигунда фон Пирмонт († погребана на 6 юли 1256), омъжена за граф Лудолф II фон Халермунд († 1256), син на граф Гюнтер II фон Шварцбург–Кефернбург († 1197) и Аделхайд фон Локум-Халермунд († сл. 1189)
- Гербурга фон Пирмонт († сл. 1239)
- Луитгарда фон Пирмонт († сл. 1239)